# Bruno Seiler
Bruno Seiler (* 2. Juli 1956) ist ein ehemaliger deutscher Fußballspieler, der als Mittelfeldspieler vornehmlich im baden-württembergischen Amateurfußball erfolgreich war. Für den SSV Ulm 1846 absolvierte er während dessen Zweitliga-Zeiten in den 1980er Jahren drei Einsätze.

## Sportlicher Werdegang
Seiler spielte in seiner Jugend in seinem Heimatort Öpfingen beim lokalen Sportverein SG Öpfingen und später beim FV Ravensburg. Obwohl sich dieser über die 1. Amateurliga Schwarzwald-Bodensee für die neu gegründete Oberliga Baden-Württemberg qualifiziert hatte, schloss er sich vor der Auftaktsaison im Sommer 1978 dem kommenden Ligakonkurrenten FV Biberach an. Hier setzte er sich erst im Zeitverlauf durch, war aber in den folgenden Jahren beim unter anderem von Werner Bickelhaupt und Klaus-Peter Jendrosch trainierten Verein im Kampf gegen den Abstieg in die Württembergische Verbandsliga Stammspieler. In der Spielzeit 1981/82 avancierte er dabei mit zehn Saisontoren zum besten vereinsinternen Torschützen.
Im Sommer 1982 wechselte Seiler auf Vermittlung von Jendrosch zu dessen vormaligem Verein SSV Ulm 1846, der als Oberligameister den Aufstieg in die 2. Bundesliga nur aufgrund eines weniger geschossenen Tores gegenüber dem schwäbischen Regionalrivalen FC Augsburg verpasst hatte. Nachdem er unter Werner Kern anfangs noch regelmäßig zum Einsatz gekommen war, rückte er nach einem Trainerwechsel zu Paul Sauter ins zweite Glied. Die „Spatzen“ verteidigten in der Spielzeit 1982/83 ihren Oberliga-Meistertitel und absolvierten die Aufstiegsrunde zur 2. Bundesliga dieses Mal erfolgreich – Seiler hatte dazu jedoch lediglich in acht Spielen in der regulären Saison beigetragen und dabei ein Tor erzielt. Auch in der Zweitklassigkeit kam er nicht über den Status eines Ergänzungsspielers hinaus: am 10. September 1983 debütierte er in der Startelf bei der 0:3-Auswärtsniederlage beim FC Schalke 04 in der zweithöchsten deutschen Spielklasse und lief bei der 3:4-Niederlage am folgenden Spieltag beim SV Darmstadt 98 sowie einem 3:3-Remis bei Hannover 96 auf – diese drei Auswärtsspiele blieben seine einzigen Einsätze im Profifußball. Während die Ulmer auf dem 13. Tabellenplatz der Zweitliga-Spielzeit 1983/84 die Klasse hielten, verliert sich anschließend die Spur des Spielers Seiler.
Seiler war Ende der 1970er Jahre Auswahlspieler des Württembergischen Fußballverbandes. 1979 gewann er an der Seite von unter anderem seinem seinerzeitigen Biberacher Mitspielern Walter Modick und Werner Huber, dem späteren deutschen A-Nationalspieler und Vizeweltmeister von 1986 Uwe Rahn sowie Ralf Obermüller, Wolfgang Haug, Gunnar Weiß und Robert Piller den Länderpokal.
Später engagierte sich Seiler mehrere Jahre beim FV Biberach, nach einer Tätigkeit als Trainer saß er bis 2013 mehrere Jahre im Vorstand des Klubs und wurde beim Abschied mit der goldenen Ehrennadel des Vereins gewürdigt.